# Hassel (Saxe-Anhalt)
Pour les articles homonymes, voir Hassel.
Hassel est une commune allemande de l'arrondissement de Stendal, Land de Saxe-Anhalt.

## Géographie
La commune comprend les quartiers de Hassel, Rudolphital, Wischer, Chausseehaus et Sanne.
|         | Eichstedt | Arneburg    |
|         | Hassel    |             |
| Stendal |           | Tangermünde |

Hassel se trouve la ligne de Stendal à Niedergörne.

## Histoire
Hassel est mentionné pour la première fois en 1208. Pour le 800e anniversaire de 2008, Hassel a son propre blason.
Grâce à un accord de changement territorial, les conseils municipaux de Hassel (le 29 janvier 2009) et de Sanne (le 27 janvier 2009) décident que leurs communes seraient dissoutes et réunies en une nouvelle communauté appelée Hassel. Cet accord est approuvé par l'arrondissement et entre en vigueur en juillet 2009.

## Source, notes et références
- (de) Cet article est partiellement ou en totalité issu de l’article de Wikipédia en allemand intitulé « Hassel (Altmark) » (voir la liste des auteurs).